# Šiba
 Šiba (in ungherese Szekcsőalja, in tedesco Scheibe) è un comune della Slovacchia facente parte del distretto di Bardejov, nella regione di Prešov.

## Storia
Fondato da artigiani vetrai tedeschi nel XIII secolo (con il nome di Scheyb), nel XIV secolo appartenne al villaggio di Kobyly, e poi ai nobili Pérenyi. Nel XVI secolo passò ai Szapolyay e quindi ai Barany. Nel XIX secolo, in località Julienthal, sorsero importanti vetrerie che operavano su scala industriale.

## Nome
Il nome del villaggio deriva dalla parola tedesca Scheibe che significa "lastra di vetro".